# AuguriCri
#auguriCri è una raccolta di Cristina D'Avena pubblicata da RTI S.p.A. e distribuita da Made in Italy per il mercato digitale il 6 luglio 2014.

## Descrizione
L'album nasce da un'idea di RTI – Divisione musica per celebrare il cinquantesimo compleanno dell'artista raccogliendo 25 brani della sua discografia. Tra le canzoni ci sono alcuni dei suoi brani più famosi ma anche reinterpretazioni, cover e remix.

## Tracce
Edizioni musicali RTI S.p.A..
1. Il valzer del moscerino (versione 2006) – 4:30 (testo: Laura Zanin – musica: Adriano Della Giustina; edizioni musicali Cervino Edizioni Musicali Srl)
2. Bambino Pinocchio – 2:45 (testo: Luciano Beretta – musica: Augusto Martelli)
3. Canzone dei Puffi – 2:27 (testo: Victor Szell[2] e Alessandra Valeri Manera[3] – musica: Dan Lacksman; edizioni musicali SIAE)
4. Pollon, Pollon combinaguai – 3:00 (testo: Alessandra Valeri Manera e Vladimiro Albera – musica: Piero Cassano)
5. L'incantevole Creamy – 2:43 (testo: Alessandra Valeri Manera – musica: Giordano Bruno Martelli)
6. Occhi di gatto – 3:20 (testo: Alessandra Valeri Manera – musica: Carmelo Carucci)
7. Kiss Me Licia – 3:14 (testo: Alessandra Valeri Manera – musica: Giordano Bruno Martelli)
8. Mila e Shiro 2 cuori nella pallavolo – 2:56 (testo: Alessandra Valeri Manera – musica: Carmelo Carucci)
9. Love Me Licia – 2:50 (testo: Alessandra Valeri Manera – musica: Giordano Bruno Martelli)
10. Vola mio mini pony – 2:45 (testo: Alessandra Valeri Manera – musica: Carmelo Carucci)
11. La poesia sei tu (feat. Enzo Draghi) – 3:47 (testo: Alessandra Valeri Manera – musica: Carmelo Carucci)
12. I Puffi sanno – 2:56 (testo: Alessandra Valeri Manera – musica: Vincenzo Draghi; edizioni musicali Anihanbar Music Co., I.M.P.S. SA, RTI S.p.A.)
13. Cristina – 3:18 (testo: Alessandra Valeri Manera – musica: Carmelo Carucci)
14. Una spada per Lady Oscar – 3:35 (testo: Alessandra Valeri Manera – musica: Carmelo Carucci)
15. Esci dal tuo guscio – 3:45 (testo: Alessandra Valeri Manera – musica: Carmelo Carucci)
16. Con un poco di zucchero (cover) – 3:02 (Richard M. Sherman e Robert B. Sherman/Antonio Amurri[3] e Roberto De Leonardis[3]; edizioni musicali Walt Disney Music Company e Cafè Concerto Italia Srl (subeditore per l'Italia))
17. Dolce Candy (Dance Remix) – 3:32 (testo: Alessandra Valeri Manera – musica: Carmelo Carucci)
18. Sailor Moon e il cristallo del cuore – 3:24 (testo: Alessandra Valeri Manera – musica: Carmelo Carucci)
19. Piccoli problemi di cuore – 4:02 (testo: Alessandra Valeri Manera – musica: Franco Fasano)
20. Rossana (feat. Giorgio Vanni) – 4:37 (testo: Alessandra Valeri Manera – musica: Franco Fasano)
21. All'arrembaggio! – 3:11 (testo: Alessandra Valeri Manera – musica: Max Longhi e Giorgio Vanni)
22. Doraemon – 3:07 (testo: Alessandra Valeri Manera – musica: Max Longhi e Giorgio Vanni)
23. Le fiabe di Fata Cri – 2:14 (testo: Cristina D'Avena – musica: Max Longhi e Giorgio Vanni)
24. Jewelpet – 3:12 (testo: Fabio Gargiulo, Max Longhi e Giorgio Vanni – musica: Max Longhi e Giorgio Vanni)
25. Estate d'amore (feat. Patrick Ray Pugliese) – 3:02 (testo: Cristina D'Avena – musica: Max Longhi e Giorgio Vanni; edizioni musicali RTI S.p.A. e Crioma Srl)

## Produzione
- Marina Arena – Realizzazione
- Tony De Palma – Realizzazione
- Andrea Fecchio – Realizzazione
- Paolo Paltrinieri – Produzione discografica